# Ely Ould Mohamed Vall

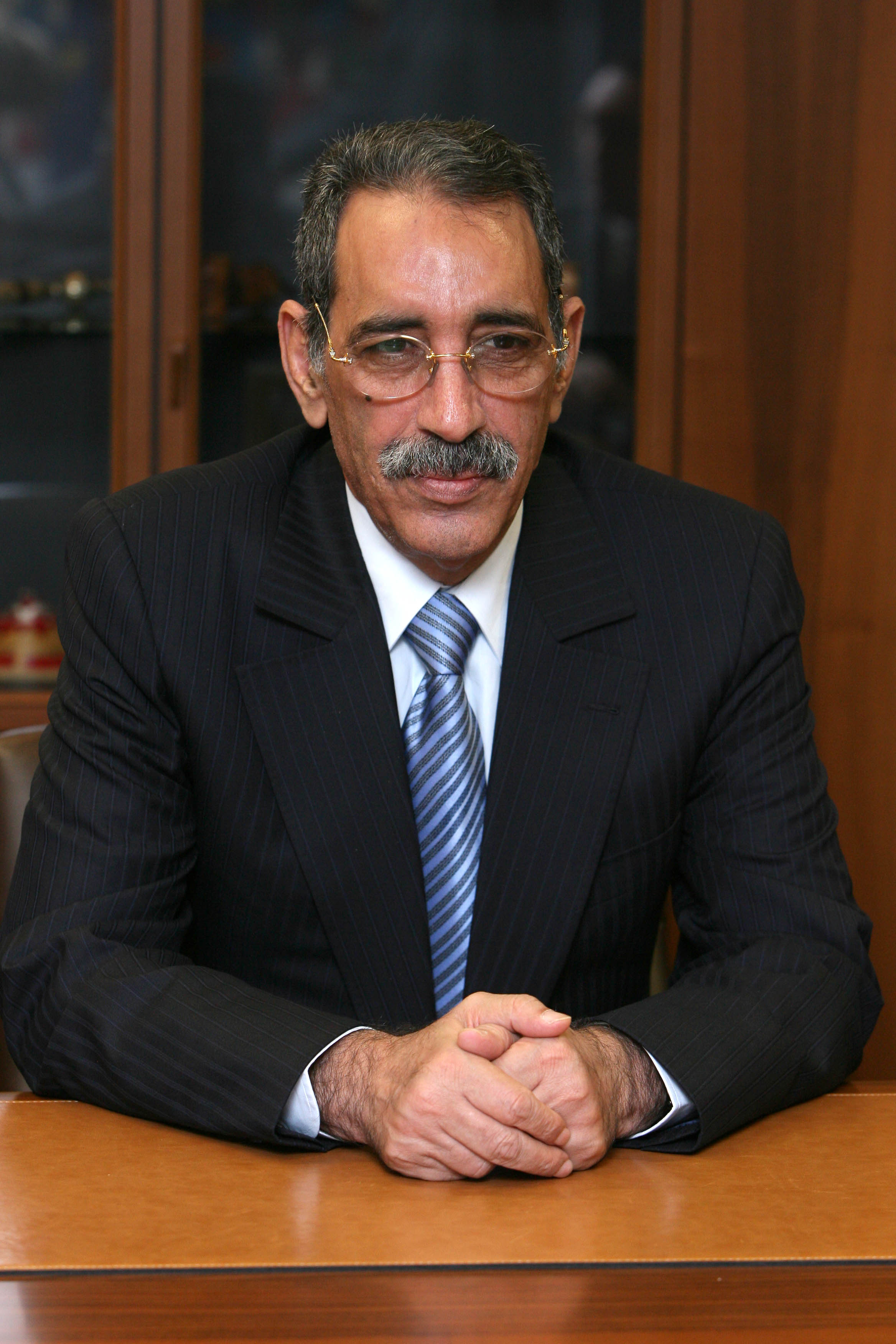
Ely Ould Mohamed Vall (2006)

Ely Ould Mohamed Vall (arabisch إعلي ولد محمد فال, DMG Iʿlī walad Muḥammad Fāl; * 1953 in Nouakchott; † 5. Mai 2017 in Zouérat, Mauretanien) war Vorsitzender des Militärrates für Gerechtigkeit und Demokratie der nach dem Militärputsch vom 3. August 2005 in Mauretanien regierenden Junta aus 16 Offizieren und damit Staatschef des Landes. Seine offizielle Anrede lautete Colonel Ely Ould Mohamed Vall, Président du Conseil Militaire pour la Justice et la Démocratie, chef de l’Etat. (französisch für „Oberst Ely Ould Mohamed Vall, Vorsitzender des Militärrates für Gerechtigkeit und Demokratie, Staatschef“).

## Leben
Ely Ould Mohamed Vall entstammt einer Familie aus der maurischen Oberschicht des Landes. Er erhielt eine militärische Ausbildung im benachbarten Marokko und war lange Zeit im Norden von Mauretanien im Kampf gegen die Unabhängigkeitskrieger der Frente Polisario der ehemaligen spanischen Kolonie Spanisch-Sahara im Einsatz.
Er bekleidete vor dem Putsch den einflussreichen Posten des Sicherheitschefs des Landes (seit 1987) und galt lange Zeit als ein enger Vertrauter von Präsident Maaouya Ould Sid’Ahmed Taya, den er bei dessen Staatsstreich 1984 unterstützt hatte. Sein Umsturz, der in Mauretanien begrüßt wurde, fand jedoch in der internationalen Welt wenig Zustimmung (das Vorgängerregime galt als zuverlässiger Parteigänger der USA, und hatte als eines von nur wenigen Ländern in der arabischen Welt Israel anerkannt). So wurde Mauretaniens Mitgliedschaft in der Afrikanischen Union vorläufig aufgehoben. Während seiner Regierungszeit führte er eine Verfassungsreform durch, die auf eine demokratische Ausrichtung des Landes abzielte. Dazu wurde die Zahl der Amtsperioden eines Präsidenten auf derer zwei begrenzt. Ebenso gelang es ihm, durch Reformen die Wirtschaft seines Heimatlandes, das mit zu den ärmsten weltweit zählt, zu stabilisieren und anzuregen. Auch wurde versucht, eine weitgehende Unabhängigkeit der Justiz herbeizuführen.
Wie von ihm versprochen, fanden am 11. März 2007 die ersten freien Präsidentschaftswahlen seit der Unabhängigkeit Mauretaniens statt, die Militärjunta stellte selbst keinen Kandidaten. Am 10. April 2007 wurde Mauretaniens Suspendierung von der Afrikanischen Union wieder aufgehoben. Am 19. April 2007 übergab er das Präsidentenamt an Sidi Mohamed Ould Cheikh Abdallahi.